# Зимен дъб
Зимният дъб (Quercus petraea), наричан още скален дъб или горун, е широколистно дърво от семейство Букови. Ботаническият епитет „petraea“ в латинското название на вида се отнася до природната склонност на горуна да вирее на скалисти места.

## Разпространение
Скалният дъб е широко разпространен предимно в Европа, а чрез подвидовете Quercus petraea subsp. iberica (син. Quercus polycarpa Schur, Quercus dshorochensis K.Koch) и Q. petraea subsp. pinnatiloba достига Причерноморието и планинските области на Югозападна Азия. В България се среща като същинският вид Quercus petraea s.str. южно от Балкана, и като Quercus polycarpa – т.нар. източен горун, във всички флористични райони до 1200 м н.в. Общото название горун се използва от българската наука за обозначаване на още един вид със сходна морфология – Quercus dalechampii Ten. (т.нар. обикновен горун), традиционно причисляван към Quercus petraea agg. или Quercus pubescens agg., но като цяло приеман за самостоятелен таксон със стриктен ареал Апенинския п-ов. В България обикновеният горун е установен в цялата страна до 1500 м н.в.

## Описание
Горунът достига височина от 30 – 40 m. Короната му е яйцевидно закръглена, а при старите и единичните дървета (на открито) тя се разраства на ширина. Кората е по-плитко напукана и по-тънка от тази на обикновения дъб. Отличителен негов белег (заедно с наличието на листна дръжка) са още и жълъдите със специфична форма, събрани в групи от по 2 – 5 върху силно скъсена ос или приседнали. Зимният и летният дъб са антиподи по отношение на наличието на дръжка при листата и жълъдите си.
Листът е 7 – 14 cm дълъг и 4 – 8 cm широк, равномерно нарязан на 5 до 6 заоблени дяла от всяка страна, с дръжка, дълга около един сантиметър.
Цветовете са реси и се образуват през пролетта.
Плодът на скалния дъб е жълъд, дълъг 2 – 3 cm и широк 1 – 2 cm, с период на узряване в рамките на шест месеца.

## Галерия
- Кора и листа
- Мъжки реси (съцветия)
- Женски цветове
- Клонка
- Плодове – жълъди
- Горун в България
- Стар горун, Странджа
- Кора, вековно дърво